# Donaldson (Minnesota)
Donaldson és una població dels Estats Units a l'estat de Minnesota. Segons el cens del 2000 tenia 41 habitants.

## Demografia
Segons el cens del 2000, Donaldson tenia 41 habitants, 18 habitatges, i 10 famílies. La densitat de població era de 19,1 habitants per km².
Dels 18 habitatges en un 27,8% hi vivien nens de menys de 18 anys, en un 38,9% hi vivien parelles casades, en un 11,1% dones solteres, i en un 38,9% no eren unitats familiars. En el 38,9% dels habitatges hi vivien persones soles l'11,1% de les quals corresponia a persones de 65 anys o més que vivien soles. El nombre mitjà de persones vivint en cada habitatge era de 2,28 i el nombre mitjà de persones que vivien en cada família era de 3.
Per edats la població es repartia de la següent manera: un 26,8% tenia menys de 18 anys, un 4,9% entre 18 i 24, un 34,1% entre 25 i 44, un 29,3% de 45 a 60 i un 4,9% 65 anys o més.
L'edat mediana era de 39 anys. Per cada 100 dones de 18 o més anys hi havia 172,7 homes.
La renda mediana per habitatge era de 26.875 $ i la renda mediana per família de 34.375 $. Els homes tenien una renda mediana de 31.250 $ mentre que les dones 16.250 $. La renda per capita de la població era d'11.637 $. Entorn del 18,2% de les famílies i el 7,7% de la població estaven per davall del llindar de pobresa.

## Poblacions més properes
El següent diagrama mostra les poblacions més properes.